# Кутепов, Павел Михайлович
Павел Михайлович Кутепов (1909—1988) — майор Рабоче-крестьянской Красной Армии, участник Великой Отечественной войны, Герой Советского Союза (1944).

## Биография
Павел Кутепов родился 21 октября 1909 года в деревне Кутеповка (ныне — Курский район Курской области). После окончания неполной средней школы проживал в станице Советская Краснодарского края, был помощником секретаря Советского райкома ВКП(б). В 1931—1933 годах проходил службу в Рабоче-крестьянской Красной Армии. В 1941 году Кутепов повторно был призван в армию. В 1942 году он окончил курсы усовершенствования командного состава. С августа того же года — на фронтах Великой Отечественной войны.
К марту 1944 года капитан Павел Кутепов командовал батальоном 1040-го стрелкового полка 295-й стрелковой дивизии 28-й армии 3-го Украинского фронта. Отличился во время освобождения Херсонской области Украинской ССР. В ночь с 11 на 12 марта 1944 года штурмовая рота во главе с Кутеповым переправилась через Днепр сначала на остров у посёлка Антоновка (ныне — в черте Херсона), а затем на западный берег, где захватила и удерживала плацдарм. Рота успешно отразила 7 немецких контратак, а следующей ночью вместе со всем батальоном расширила плацдарм. Батальону Кутепова удалось перерезать железную дорогу между Херсоном и Николаевым, захватить железнодорожную станцию. Также батальон неоднократно отличался во время боёв за освобождение Херсона.
Указом Президиума Верховного Совета СССР от 3 июня 1944 года за «мужество, отвагу и героизм, проявленные в борьбе с немецкими захватчиками» капитан Павел Кутепов был удостоен высокого звания Героя Советского Союза с вручением ордена Ленина и медали «Золотая Звезда» за номером 3457.
В 1945 году Кутепов окончил курсы «Выстрел». В том же году в звании майора он был уволен в запас. Проживал в Славянске-на-Кубани, после окончания совпартшколы находился на различных партийных должностях в Славянском районе. Скончался 18 апреля 1988 года.

## Награды и звания
- Герой Советского Союза (№ 3457, 3 июня 1944[2]);
- орден Ленина (3 июня 1944);
- два ордена Отечественной войны I степени (5 сентября 1944[3],06 апреля 1985[4]);
- медаль «За отвагу» (11 декабря 1942)[5];
- другие медали.